# Francis Sampedro
Francisco Ángel Sampedro, más conocido como Francis Sampedro, nacido el 22 de septiembre de 1955 en Llanes (Asturias, España), es un exfutbolista y entrenador español.

## Trayectoria
A los 14 años de edad, Francis Sampedro se muda a Suiza con su familia en 1969. De 1975 a 1977,  juega de centrocampista con el CS Chênois. En 1977, ficha por el Lausanne-Sports donde juega durante dos temporadas. Participa en la Copa UEFA en la temporada 1978-1979 (2 partidos, 1 gol) 
Juega dos temporadas con el Neuchâtel Xamax. El 15 de octubre de 1980, Francis juega un amistoso con el primer equipo del FC Barcelona entonces entrenado por el legendario Ladislao Kubala y marca un gol.
Juega la temporada 1980-1981 con los Young Boys. En 1981, ficha por el FC Bulle que acaba de subir a la primera división suiza. Juega durante nueve temporadas con el Bulle y cuelga las botas en 1990.
En 1997, se convierte en el entrenador del FC Bulle, puesto que ocupa hasta el 2002. A partir del 2007, entrena al FC La Tour/Le Pâquier.